# Lacertidae
Lacertidae (гуштерице) су фамилија зидних или правих гуштера, која насељава области Европе, Африке и Азије. У ову групу спада и номинотипски род Lacerta који садржи неке од врста које се у Европи најчешће виђају. Фамилија је веома богатог диверзитета, са најмање 300 врста сврстаних у 39 родова.

## Станиште
Европски и медитерански представници фамилије углавном насељавају шумска и жбунаста станишта.  Афричке врсте обично живе у каменитим, сушним подручјима. 

## Опис
Lacertidae су мале или средње величине (већина је краћа од 9 цм, без репа). Највећа савремена врста, Gallotia stehlini, досеже 46 цм. Првенствено се хране инсектима, а изузетак чини врста Meroles anchietae, која се храни семеном. Велика варијабилност ове фамилије се види у карактеристикама попут боја и шара на телу. Већина врста испољава полни диморфизам. Иако се већина размножава овипарно, постоје и вивипарне и партеногенетске врсте.   

## Класификација
Класификацију у потфамилије и трибусе су предложили Арнолд и сарадници 2007, на основу њихове филогенетске анализе. 
потфамилија Gallotiinae
род Gallotia
род Psammodromus
потфамилија Lacertinae
| трибус Eremiadini род Acanthodactylus род Adolfus род Australolacerta род Congolacerta род Eremias род Gastropholis род Heliobolus род Holaspis род Ichnotropis род Latastia род Meroles род Mesalina род Nucras род Ophisops род Pedioplanis род Philochortus род Poromera род Pseuderemias род Tropidosaura | трибус Lacertini род Algyroides род Anatololacerta род Apathya род Archaeolacerta род Atlantolacerta род Dalmatolacerta род Darevskia род Dinarolacerta род Hellenolacerta род Iberolacerta род Iranolacerta род Lacerta род Omanosaura род Parvilacerta род Phoenicolacerta род Podarcis род Scelarcis род Takydromus род Teira род Timon род Vhembelacerta род Zootoca |